# Kommunistische Partij Vlaanderen
De Kommunistische Partij Vlaanderen (KP) was een Vlaamse communistische politieke partij.

## Geschiedenis
De partij ontstond na de splitsing van de KPB in 1989, voorzitter werd Ludo Loose die voordien reeds voorzitter was van de Vlaamse vleugel van de KPB. De Franstalige vleugel ging verder als Parti communiste Wallonie-Bruxelles.
In september 1991 werd door de partijleiding een document opgesteld over de toekomst van de partij en de eventuele omvorming tot een open marxistische organisatie. Op 10 september van dat jaar kopte de traditionele pers dat de KP ophield te bestaan. De verschillende krantenkoppen van die dag waren respectievelijk:Vlaamse Kommunistische Partij stopt ermee (De Standaard), Vlaamse Kommunistische Partij wil zichzelf opheffen (De Morgen) Vlaamse KP houdt het voor bekeken (Financieel Economische Tijd) en Vlaamse KP doet de boeken dicht (Gazet van Antwerpen). 
In zowel De Rode Vaan als het ledenblad Feiten en Argumenten barstte vervolgens een discussie los rond het bewuste document, waarbij de verschillende visies van vooraanstaande leden, sympathisanten en afdelingen (waaronder Hélène Passtoors, Willy Courteaux, André Mommen, Jef Turf, Rudolf Boehm en Leo Michielsen) werden gepubliceerd. Dit leidde tot een nieuwe resolutietekst die op de Vlaamse KP-trefdag van 11 januari 1992 werd goedgekeurd en onder meer inhield dat de partij afstapte van de klassieke partijorganisatie, alsook dat er ruimte ontstond tot samenwerking met andere bewegingen en over de partijgrenzen heen. Wel werd er gepleit tegen elke vorm van entrisme. Dit leidde - na drie discussiesessies op het 4de Vlaams KP-congres van mei 1992 waarbij onder meer Ludo Loose, Ludo Abicht, John Kennes en Filip Delmotte het woord namen - tot het opstellen van een ontwerpresolutie die twee belangrijke onderdelen bevatte, zo werd de communistische identiteit herbevestigd en werd de omvorming van de partij vorm gegeven.
In de jaren 90 was de partij alzo, samen met de trotskistische SAP alsook enkele onafhankelijke syndicalisten en pacifisten, actief binnen Regenboog (REGEBO) en de Rood-Groene Beweging (RGB). REGEBO nam driemaal deel aan de verkiezingen. De partij behaalde bij de Europese Parlementsverkiezingen van 1989 26.472 (0,72%) stemmen en bij de federale verkiezingen van 1991 overtuigde hun kieslijst 11.944 (0,19%) kiezers voor de Kamer van volksvertegenwoordigers en 12.150 (0,2%) voor de Senaat. Bij de gelijktijdig georganiseerde provincieraadsverkiezingen van dat jaar kwam de partij op in de provincies Antwerpen (13.346, 1,27%), Brabant (3.416, 0,27%) en Oost-Vlaanderen (1.931, 0,21%). De RGB behaalde bij de Europese stembusgang van 1995 (RGB) 15,549 stemmen. Daarnaast was de partij ook actief in het Links Ecologisch Forum (LEF) waarin o.a. ook  de SAP, Links Ecologisch Eenheidsfront (LEEF) en Sta Op (groepering rond Raf Verbeke) actief waren. 
In 2009 werd de partij ontbonden en omgevormd tot een politieke denktank. Datzelfde jaar riep de Antwerpse afdeling van de KP op om voor Peter Mertens van de PVDA te stemmen met het argument de linkse progressieve stemmen niet te verdelen. Dit standpunt - dat zowel op de website als in Agora (het tijdschrift van de partij) werd ingenomen betekende een breuk met het verleden waarin beide partijen een verkrampte houding ten overstaan van elkaar hadden.

## Structuur

### Voorzitters
| Tijdspanne | Voorzitter          |
| ---------- | ------------------- |
| 1989 - ?   | Ludo Loose          |
| Tijdspanne | Politiek secretaris |
| 1997 - ?   | Jaak Perquy         |

### Ledenblad
Het ledenblad van de partij heette Agora, hieraan voorafgaand was er Feiten en Argumenten. Daarnaast verscheen tevens De Roode Vaan, waarvan het laatste nummer van de persen van de Vlaamse Progressieve Uitgeverij (VPU) rolde op 6 maart 1992. 

### Nevenorganisatie
De jongerenvleugel van de partij droeg de naam Graffiti Jeugddienst, later volgde een tweede politieke jongerenbeweging, de Jong-KP. Daarnaast was er het Instituut voor Maatschappijkritische Actie, Vorming en Onderzoek (IMAVO), dat onder meer het Vlaams Marxistisch Tijdschrift (VMT) uitgaf. Andere nauw verbonden organisaties waren het Masereelfonds en het Documentatie- en Archiefcentrum van de Communistische Beweging (Dacob).